# 버디 포스터
버디 포스터(Buddy Foster, 1957년 7월 12일 ~ )는 미국의 배우이다.

## 영화
- 뉴욕 야사 (1980년)
- 제12순찰대 (1968년)
- 혼도 (1967년)